# فوتوراما (نمایشگاه جهانی نیویورک)

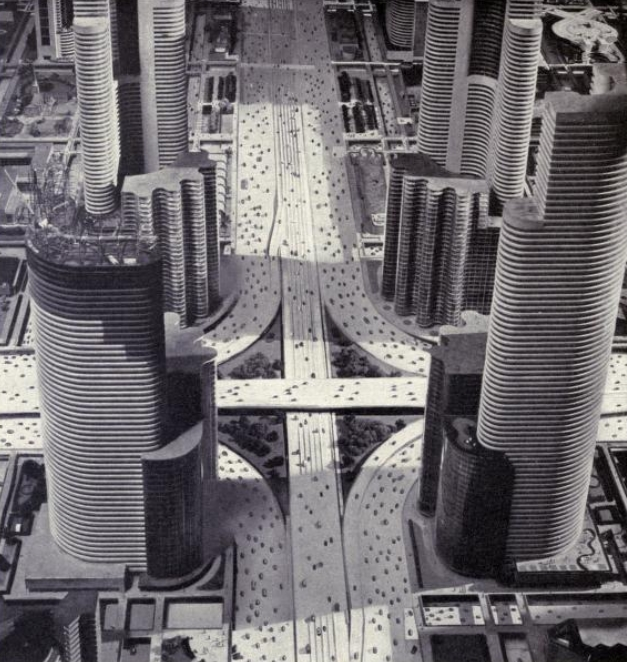
جزئیات دیورامای فوتوراما

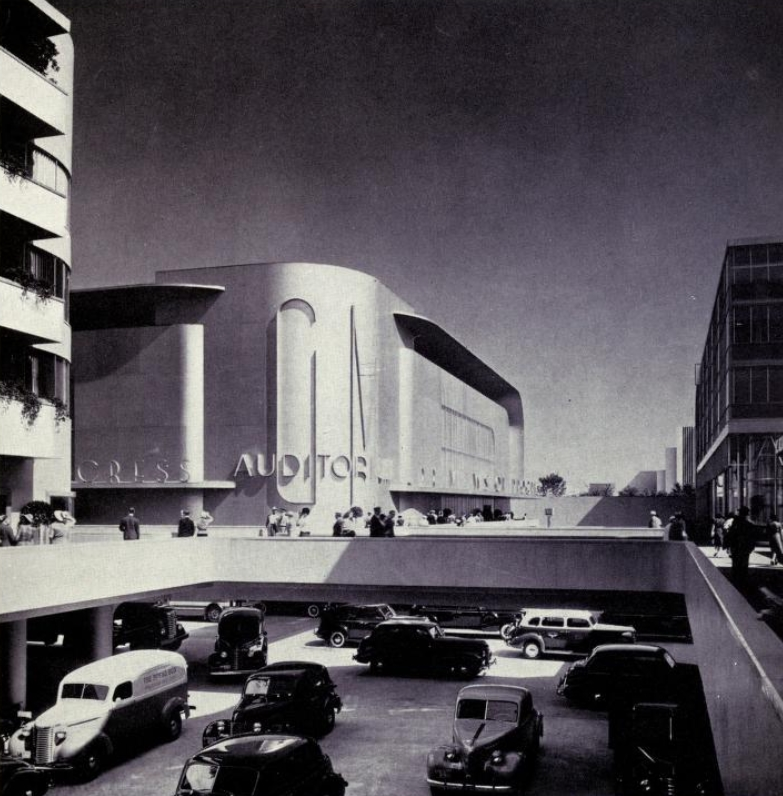
تقاطع خیابان فوتوراما در اندازه واقعی، حدود سال ۱۹۳۹

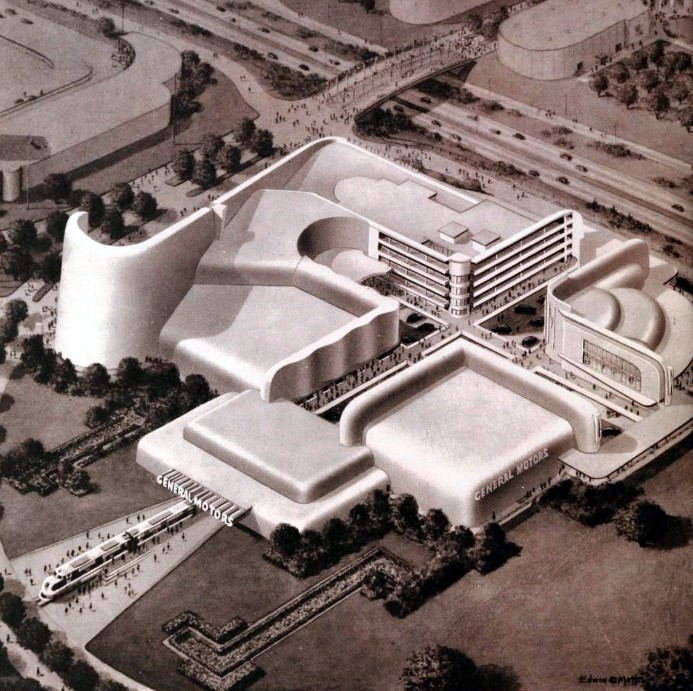
تصویرسازی ساختمان بزرگراه‌ها و افق‌ها اثر ادوین دی. مات، حدود ۱۹۳۹

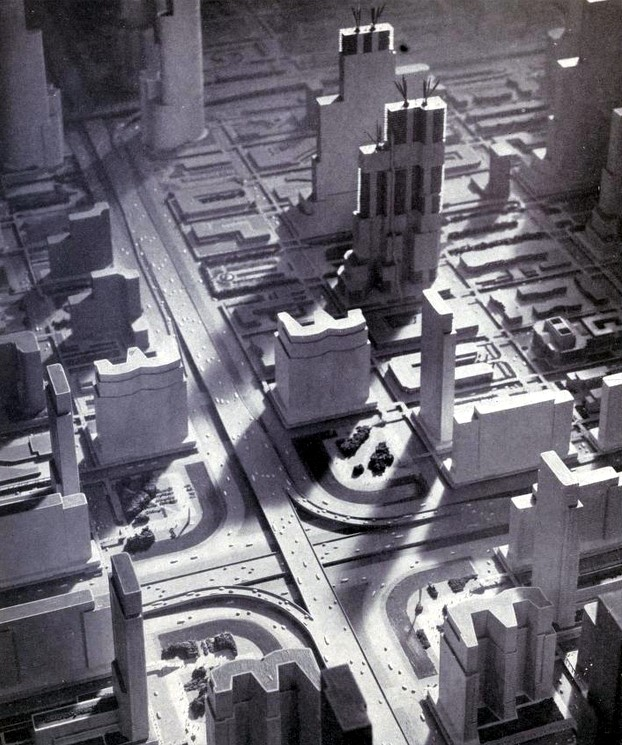
مدل شهر فردای شرکت شل اویل، حدود سال‌های ۱۹۳۶/۱۹۳۷

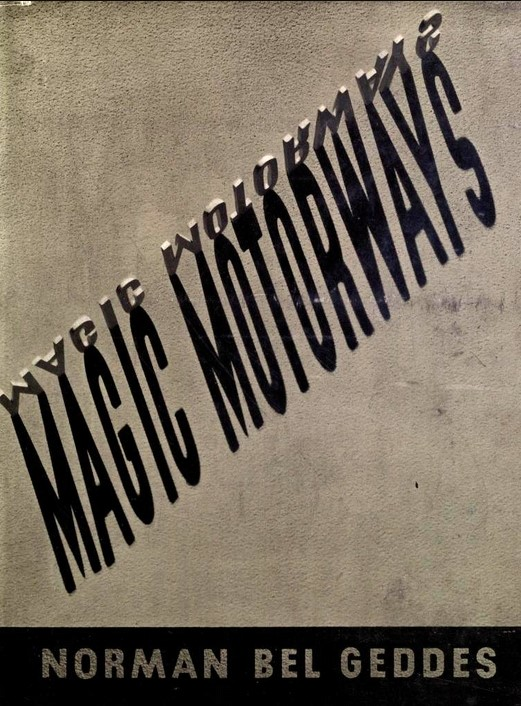
جلد آلبوم «جادوی بزرگراه‌ها» اثر نورمن بل گدس، انتشارات رندوم هاوس، نیویورک، ۱۹۴۰

فوتوراما یک وسیلهٔ نمایشی و تفریحی در نمایشگاه جهانی نیویورک در سال ۱۹۳۹ بود که توسط نورمن بل گدس طراحی شده بود و مدلی احتمالی از جهان را در ۲۰ سال آینده (۱۹۵۹–۱۹۶۰) ارائه می‌داد. این نصب توسط شرکت جنرال موتورز حمایت مالی شد و با بزرگراه‌های خودکار و حومه‌های وسیع مشخص می‌شد.

## پیشینه
گدس در سال ۱۹۳۷ یک شهر نمونه برای کمپین تبلیغاتی شرکت نفتی شل ساخته بود که به عنوان «شهر نفتی شل فردا» توصیف می‌شد و در واقع نمونه اولیه‌ای برای پروژه بسیار بزرگتر و جاه‌طلبانه‌تر فوتوراما بود.

## نمای کلی
«چشم‌انداز آینده» گدس نسبتاً قابل دستیابی بود؛ پیشرفته‌ترین فناوری مطرح‌شده، سیستم بزرگراه خودکار بود که جنرال موتورز تا سال ۱۹۶۰ یک نمونه اولیه کاربردی از آن ساخت به‌طور گسترده اعتقاد بر این است که فوتوراما برای اولین بار مفهوم شبکه‌ای از بزرگراه‌ها را که کشور را به هم متصل می‌کند، به عموم مردم آمریکا معرفی کرد. این امر ارتباط مستقیمی بین سبک ساده‌سازی‌شده که در آن زمان در آمریکا محبوب بود و مفهوم جریان پایدار که در طراحی خیابان‌ها و بزرگراه‌ها در همان دوره ظاهر شد، برقرار کرد.
گدس در کتاب خود با عنوان «بزرگراه‌های جادویی» طرح خود را اینگونه شرح می‌دهد:
فوتوراما یک ماکت در مقیاس بزرگ است که تقریباً هر نوع زمینی را در آمریکا نشان می‌دهد و نشان می‌دهد که چگونه یک سیستم بزرگراه می‌تواند در سراسر کشور - در میان کوه‌ها، رودخانه‌ها و دریاچه‌ها، از میان شهرها و روستاهای گذشته - ساخته شود، بدون اینکه هرگز از مسیر مستقیم منحرف شود و همیشه به چهار اصل اساسی طراحی بزرگراه پایبند باشد: ایمنی، راحتی، سرعت و اقتصاد.
مدل‌سازی ساخت بزرگراه، به عنوان یک راه حل پیشنهادی برای راه‌بندان آن زمان، بر امید به آینده تأکید می‌کرد و توسعه احتمالی ترافیک را متناسب با رشد خودرو در ۲۰ سال آینده نشان می‌داد. بل گدس فرض کرد که خودرو همان نوع وسیله نقلیه خواهد بود و هنوز هم رایج‌ترین وسیله حمل و نقل در سال ۱۹۶۰ است، البته با افزایش استفاده از وسایل نقلیه و خطوط ترافیکی که قادر به سرعت‌های بسیار بالاتری نیز هستند.
چهار ایده کلی برای بهبود، در ویترین نمایشگاه گنجانده شد تا این فرضیات را برآورده کند. اول، هر بخش از جاده طوری طراحی شده بود که ظرفیت ترافیک بیشتری را پذیرا باشد. دوم، ترافیکی که در یک جهت حرکت می‌کند می‌تواند از ترافیکی که در جهت دیگر حرکت می‌کند، جدا شود. سوم، جداسازی ترافیک با تقسیم شهرها و شهرستان‌ها به واحدهای خاص، ترافیک را محدود کرد و به عابران پیاده اجازه داد تا غالب شوند. و چهارم، کنترل ترافیک شامل حداکثر و حداقل سرعت می‌شد. از این طریق، این نمایشگاه به گونه‌ای طراحی شد که شور و شوق عمومی و حمایت بیشتری را برای کارهای سازنده و برنامه‌ریزی خیابان‌ها و بزرگراه‌ها برانگیزد.
محبوبیت نمایشگاه فوتوراما با موضوع کلی نمایشگاه یعنی «جهان فردا» در تأکیدش بر آینده و بازطراحی چشم‌انداز آمریکا، همخوانی نزدیکی داشت. سیستم بزرگراه در زمینی به ۱ جریب فرنگی (۰٫۴۰ هکتار) پشتیبانی می‌شد. مدل متحرکی از آمریکای پیش‌بینی‌شده شامل بیش از ۵۰۰۰۰۰ ساختمان با طراحی منحصربه‌فرد، یک میلیون درخت از ۱۳ گونه مختلف و تقریباً ۵۰۰۰۰ خودرو که ۱۰۰۰۰ دستگاه از آنها در امتداد یک بزرگراه بین ایالتی ۱۴ بانده چندسرعته در حرکت بودند. این طرح، آرمان‌شهری آمریکایی را پیش‌بینی می‌کرد که توسط مجموعه‌ای از فناوری‌های پیشرفته تنظیم می‌شود: بزرگراه‌های چند بانده با وسایل نقلیه نیمه‌خودکار کنترل از راه دور (طبق کتاب «جادوگر بزرگراه‌ها» اثر گدس، قرار است این وسایل نقلیه به سیستم‌های کنترل خط و تغییر خط/کمک به نقاط کور مجهز باشند)، نیروگاه‌ها، مزارع برای محصولات کشاورزی مصنوعی، سکوهای پشت بام برای ماشین‌های پرنده شخصی و ابزارهای مختلف، که همگی برای ایجاد یک محیط ساخته شده ایده‌آل و در نهایت اصلاح جامعه در نظر گرفته شده‌اند.
«آینده» گدس مترادف با پیشرفت تکنولوژی در سفر شبیه‌سازی‌شده هواپیمای کم‌پرواز در نمایشگاه بود. این سفر هوایی با یک سفر ۱۸ دقیقه‌ای بر روی یک سیستم نقاله که ۵۵۲ تماشاگر نشسته را همزمان حمل می‌کرد، شبیه‌سازی شد و یک مسیر پر پیچ و خم ⅓ مایلی را از میان ماکت، همراه با جلوه‌های نور، صدا و رنگ، طی کرد. این وسیله نقلیه با سرعت تقریبی ۱۲۰ فوت (۳۷ متر) حرکت کرد. در دقیقه یا ۱٫۳۶ مایل بر ساعت (۲٫۱۹ کیلومتر بر ساعت)، به تماشاگران اجازه می‌دهد تا از طریق یک صفحه شیشه‌ای منحنی پیوسته به سمت مدل نگاه کنند. مزیت این موقعیت مرتفع به تماشاگران این امکان را می‌داد که همزمان چندین مقیاس را ببینند، بلوک‌های شهری را در تناسب با یک سیستم بزرگراهی و همچنین درختان کنترل‌شده مصنوعی در گنبدهای شیشه‌ای مشاهده کنند. این مقیاس بر اساس عکس‌های هوایی مناطق مختلف ایالات متحده که توسط شرکت شرکت هواپیمایی فیرچایلد لیمیتد تهیه شده بود، از روی ۴۰۸ مقطع توپوگرافی مدل‌سازی شد.

## پذیرش
پیش از آنکه جنرال موتورز از بل گدس دعوت کند تا پیشنهادی برای این نمایشگاه ارائه دهد، آنها قصد داشتند خط تولید دیگری را همان‌طور که در نمایشگاه قرن پیشرفت در سال ۱۹۳۳ در شیکاگو به نمایش گذاشته شده بود، راه‌اندازی کنند. با این حال، پس از اینکه طرح بل گدس را شنیدند، تمام برنامه‌های دیگر کنار گذاشته شدند، زیرا طرح او را به دلیل جذابیتش برای مخاطبان گسترده‌تر ترجیح دادند. نمایشگاه فوتوراما متعاقباً به عنوان یکی از جاذبه‌های اصلی نمایشگاه جهانی نیویورک در سال ۱۹۳۹ ارائه شد، زیرا «نمایشگاه شماره یک» بود. این اثر از نظر عموم و منتقدان بسیار جالب توجه بود، و روزنامه‌نگاران برای یافتن کلمات مناسب برای بیان «نبوغ»، «جسارت»، «هنر نمایش» و «نبوغ» بل گدس با هم رقابت می‌کردند. یک نظرسنجی خنثی از ۱۰۰۰ بازدیدکننده در حال خروج از نمایشگاه، به نمایشگاه جنرال موتورز ۳۹٫۴ امتیاز داد و تنها ۸٫۵ امتیاز به فورد داد که در جایگاه دوم قرار گرفت و جالب‌ترین نمایشگاه بود. بیزینس ویک صحنه را اینگونه توصیف کرد:
روزانه بیش از ۳۰٬۰۰۰ نفر، با ظرفیت این نمایش، در صف‌های طولانی در امتداد سنگفرش داغ قدم می‌زنند تا به صندلی‌هایی برسند که آنها را به بهشت گردشگران منتقل می‌کند. این نمایش، پیش‌بینی شهرها، شهرستان‌ها و حومه‌هایی را که توسط یک سیستم جاده‌ای جامع سرویس‌دهی می‌شوند، آشکار می‌کند.
ایده‌های او دربارهٔ آینده، به ویژه برای مخاطبان آمریکایی که به آرامی از رکود بزرگ بهبود می‌یافتند و مشتاق رفاه بودند، از درجه قابل توجهی از واقع‌گرایی و بی‌واسطگی برخوردار بودند. چشم‌انداز خیالی فوتوراما در سال ۱۹۶۰، در آن زمان، نه تنها به عنوان یک فضای فیزیکی بدیع، بلکه به عنوان نگاهی اجمالی به آینده دیده می‌شد.

## میراث
لوایح متعدد قانون بزرگراه فدرال-اید، که منجر به سامانه بزرگراه‌های میان ایالتی شد، تحت تأثیر حضور گسترده در فوتوراما قرار گرفت که به محبوبیت مفهوم بزرگراه‌های بین ایالتی مدرن کمک کرد.
غرفه جنرال موتورز در نمایشگاه جهانی نیویورک در سال ۱۹۶۴ شامل یک دستگاه بازی به نام فوتوراما ۲ بود که با نام «فوتورامای جدید» نیز شناخته می‌شد.
نسخه ۱۹۶۴ دارای نمای جلویی به ارتفاع ۱۱۰ فوت بود که با نزدیک شدن بیننده به جلوی ساختمان، به سمت او کج می‌شد. در داخل، صندلی‌های متحرک سینما، بازدیدکنندگان را در یک سفر چندرسانه‌ای به آینده در سراسر جهان می‌بردند که با شرح تمام سناریوهای آینده روایت می‌شد. پس از ۱۵ دقیقه سواری، بازدیدکنندگان وارد نمایشگاهی از مدل‌های آینده‌نگرانه و محصولات فعلی جنرال موتورز شدند.
آمار حضور بازدیدکنندگان در اکتبر ۱۹۶۵، رکورد قدیمی مربوط به سال ۱۹۳۹ را برای دوره دو ساله، حدود پنج میلیون بازدیدکننده شکست، که بزرگ‌ترین تعداد بازدیدکننده در هر نمایشگاهی در جهان است.
این نام همنام سریال تلویزیونی فوتوراما است.